# Lasianthus robinsonii
Lasianthus robinsonii är en måreväxtart som beskrevs av Henry Nicholas Ridley. Lasianthus robinsonii ingår i släktet Lasianthus och familjen måreväxter. Inga underarter finns listade i Catalogue of Life.